# Mu'er, Jonê
Mu'er är en köping i nordvästra Kina. Den ligger i Jonê härad i den autonoma prefekturen Gannan för tibetaner i provinsen Gansu, omkring 160 kilometer söder om provinshuvudstaden Lanzhou. 